# Simatic S5
Simatic S5 — семейство устройств автоматизации промышленных процессов, выпускавшееся компанией Siemens. Оказало значительное влияние на становление автоматизации в различных областях промышленности и создания систем управления на базе программируемых логических контроллеров.
Simatic S5 — первая свободно-программируемая система автоматизации этой линии, получившая широкое распространение во всем мире. С 1 октября 2005 года Siemens прекратила выпуск Simatic S5.
Simatic S5 разработано на замену семейства Simatic S3. Замена происходила в 1978-1979 годах.
В свою очередь на замену Simatic S5 пришло семейство Simatic S7: Simatic S7-200, Simatic S7-300, Simatic S7-400, Simatic S7-1200 и Simatic S7-1500.
В состав продукции входят семейство программируемых логических контроллеров, программаторы (PG), модули ввода и вывода, расширители и прочее, необходимое для создания комплексной системы промышленной автоматизации.
Для программирования устройств семейства Simatic S5 используется ПО Simatic Step 5.
- Базовый модуль S5-95U
- Модуль центрального процессора (CPU) S5-100U
- Программатор (PG) S5 PG675
- Программатор S5 PG 685